# Сісіньйо
Сісі́ньйо (порт. Cicinho, нар. 24 червня 1980, Прадополіс) — колишній бразильський футболіст, правий захисник.

## Клубна кар'єра
Вихованець футбольної школи клубу «Ботафогу Сан-Паулу». Дорослу футбольну кар'єру розпочав 1999 року в основній команді того ж клубу, в якій провів один сезон, взявши участь лише у 8 матчах чемпіонату.
У січні 2001 року у статусі вільного агента перейшов у «Атлетіко Мінейру», проте в основній команді закріпитись не зміг і вже в серпні 2001 року був відданий в оренду до «Ботафогу», де грав до квітня 2002 року, після чого повернувся до «Атлетіко», де виступав до завершення контракту влітку 2003 року.

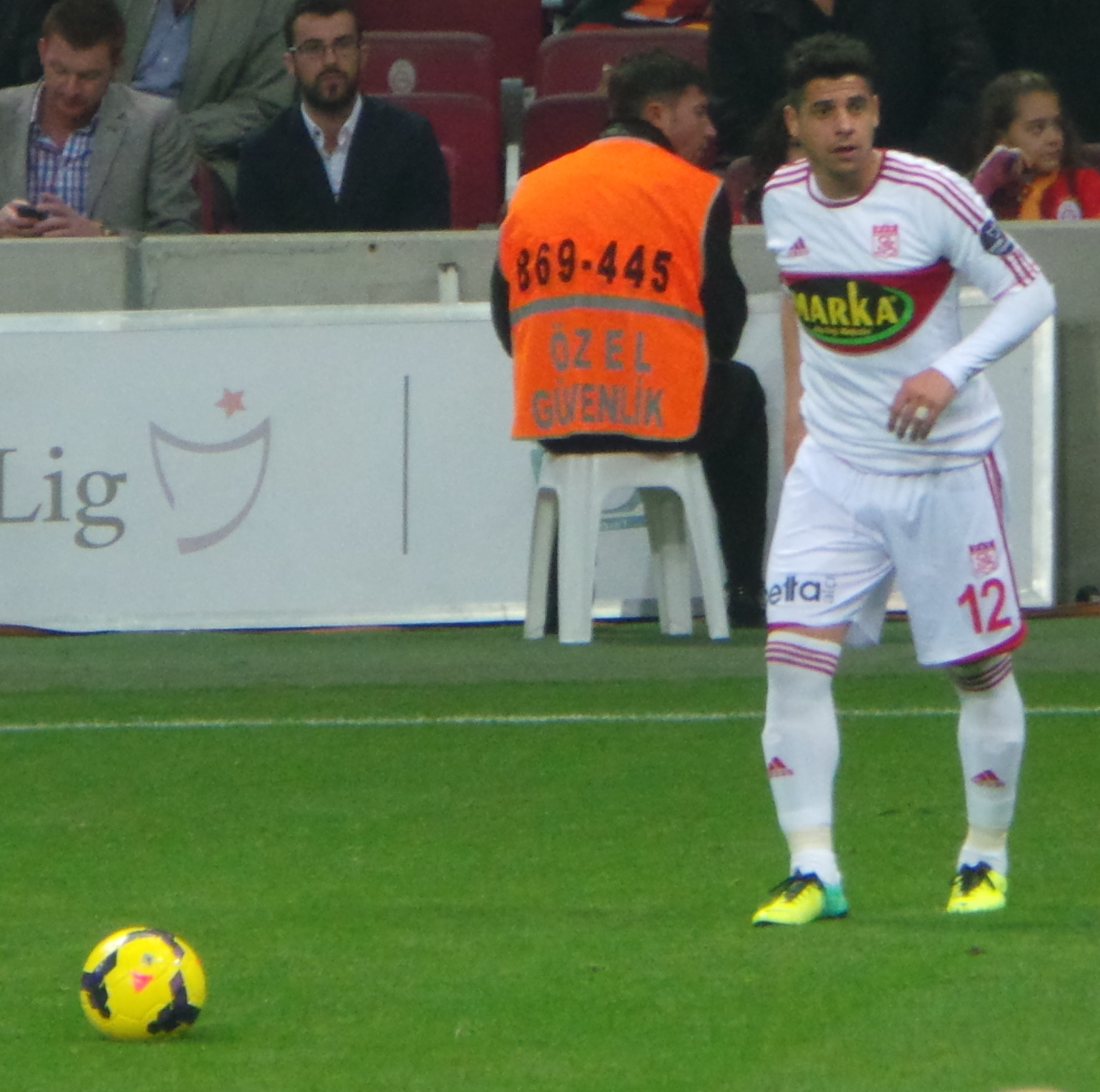
Сісінью під час виступів за «Сівасспор». 23 листопада 2013 року.

З 2003 по 2005 рік грав у складі «Сан-Паулу», разом з яким 2005 року став володарем Кубка Лібертадорес, клубним чемпіоном світу та чемпіоном штату Сан-Паулу.
В кінці 2005 року Сісінью за 4 млн євро перейшов у іспанський «Реал Мадрид», у якому провів півтора сезони. Протягом цих років виборов титул чемпіона Іспанії, проте основним гравцем так і не став, програвши конкуренцію парі центрбеків Мічел Сальгадо—Серхіо Рамос.
Своєю грою за «королівський клуб» привернув увагу представників тренерського штабу «Роми», до складу якої приєднався в липні 2007 року за 11 млн. євро. Відіграв за «вовків» наступні три сезони своєї ігрової кар'єри. За цей час додав до переліку своїх трофеїв титул володаря Кубка Італії. Проте, після двох досить вдалих сезонів Сісінью втратив місце в основі, протгравши конкуренцію Марко Кассетті та Марко Мотті, тому протягом 2010–2011 років захищав на правах оренди кольори «Сан-Паулу» та «Вільярреала».
До складу клубу «Рома» повернувся влітку 2011 року, проте так і не повернув собі статус гравця основи, тому дуже рідко виходив на поле, зігравши за сезон лише у 2 матчах Серії А.
21 червня 2012 року гравець повернувся на батьківщину і підписав контракт з клубом «Спорт Ресіфі» строком на 1 рік. Проте Сісінью не міг врятувати команду від вильоту з бразильської Серії А.
У липні 2013 року підписав контракт з турецьким «Сівасспор», куди гравця запросив колишній партнер по збірній Бразилії, а на той момент новий тренер турецької команди Роберто Карлос. Після того Сісінью швидко став ключовим гравцем, в квітні 2014 року його контракт з клубом був продовжений ще на два роки. Наразі встиг відіграти за сіваську команду 74 матчі в національному чемпіонаті.

## Виступи за збірну
2005 року дебютував в офіційних матчах у складі національної збірної Бразилії.
У складі збірної був учасником , розіграшу Кубка Конфедерацій 2005 року у Німеччині, здобувши того року титул переможця турніру, та чемпіонату світу 2006 року у Німеччині.
Всього за два роки провів у формі головної команди країни 15 матчів, забивши 1 гол.
| Дата       | Місто              | Господарі | Результат | Гості         | Турнір                             | Голи | Примітки  |
| ---------- | ------------------ | --------- | --------- | ------------- | ---------------------------------- | ---- | --------- |
| 27/04/2005 | Сан-Паулу          | Бразилія  | 3 – 0     | Гватемала     | товариський матч                   | -    |           |
| 16/06/2005 | Лейпциг            | Бразилія  | 3 – 0     | Греція        | Кубок Конфедерацій 2005 - 1-й етап | -    |           |
| 19/06/2005 | Ганновер           | Мексика   | 1 – 0     | Бразилія      | Кубок Конфедерацій 2005 - 1-й етап | -    |           |
| 22/06/2005 | Кельн              | Японія    | 2 – 2     | Бразилія      | Кубок Конфедерацій 2005 - 1-й етап | -    |           |
| 25/06/2005 | Нюрнберг           | Німеччина | 2 – 3     | Бразилія      | Кубок Конфедерацій 2005 - півфінал | -    |           |
| 29/06/2005 | Франкфурт-на-Майні | Бразилія  | 4 – 1     | Аргентина     | Кубок Конфедерацій 2005 - Фінал    | -    | 2-й титул |
| 09/10/2005 | Ла-Пас             | Болівія   | 1 – 1     | Бразилія      | Відбір до ЧС 2006                  | -    |           |
| 12/11/2005 | Абу-Дабі           | ОАЕ       | 0 – 8     | Бразилія      | товариський матч                   | 1    |           |
| 01/03/2006 | Москва             | Росія     | 0 – 1     | Бразилія      | товариський матч                   | -    |           |
| 04/06/2006 | Женева             | Бразилія  | 4 – 0     | Нова Зеландія | товариський матч                   | -    |           |
| 22/06/2006 | Дортмунд           | Японія    | 1 – 4     | Бразилія      | ЧС 2006 - 1-й етап                 | -    |           |
| 01/07/2006 | Франкфурт-на-Майні | Бразилія  | 0 – 1     | Франція       | ЧС 2006 - чвертьфінал              | -    |           |
| 16/08/2006 | Осло               | Норвегія  | 1 – 1     | Бразилія      | товариський матч                   | -    |           |
| 03/09/2006 | Лондон             | Бразилія  | 3 – 0     | Аргентина     | товариський матч                   | -    |           |
| 05/09/2006 | Лондон             | Уельс     | 0 – 2     | Бразилія      | товариський матч                   | -    |           |
| Усього     |                    | Матчів    | 15        |               | Голів                              | 1    |           |

## Статистика виступів

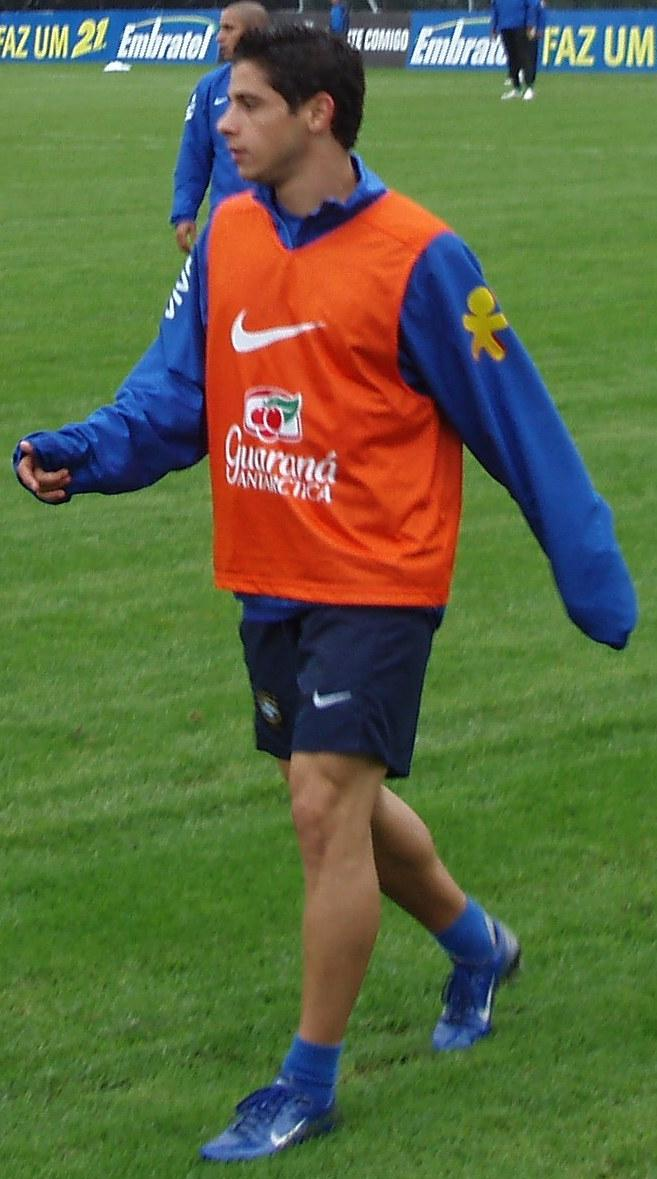
Сісінью на ЧС-2006

## Титули і досягнення

### Командні
| - Чемпіон штату Сан-Паулу (1): «Сан-Паулу»: 2005 - Чемпіон Іспанії (1): «Реал Мадрид»: 2006-07 - Володар Кубка Італії (1): «Рома»: 2007-08 | - Переможець Клубного чемпіонату світу (1): «Сан-Паулу»: 2005 - Володар Кубка Лібертадорес (1): «Сан-Паулу»: 2005 - Володар Кубка конфедерацій (1): Бразилія: 2005 |

### Індивідуальні
- Володар бразильського «Срібного м'яча»: 2005